# 機物神社
機物神社（はたものじんじゃ）は、大阪府交野市倉治にある神社。七夕に関する伝説で知られる神社である。祭神の天棚機比売大神は織姫にあたる。

## 由緒
この神社の創建年代等については不詳であるが、卜部兼倶が奉幣した記録があることから室町時代にはすでに格式ある神社として認識されていたと考えられる。
一説によれば、大陸からの帰化人である秦氏がこの地の近辺にいたため、古代には周囲に「秦」の付く地名が多く、神社はこの「秦者」の人たちが祀る社ということで「ハタモノの社」が本来の呼び名であったが、 後に七夕伝説と結び付けられ、「秦」が機織りの「機」に換えられたとする。
史料上の初見は延宝7年（1679年）の『河内鑑名所記』で、「はたほこ大明神」と記されている。「はたほこ」は儀仗として用いる小旗を付けた矛、または矛を付けた旗竿のことを指す。享保20年（1735年）の『五畿内志』には「機物神祠」とあり、実際には1月10日・2月10日・9月10日に行われていた祭礼について、7月7日に行うとされている。機物神社と七夕については、『椿井文書』の影響などで近世中期以降に結び付けられるようになったと考えられる。

### 境内
- 本殿
- 拝殿
- 前拝殿

#### 境内社
- 東宮
- 西宮

## 交通アクセス
- 学研都市線（JR西日本）津田駅下車、徒歩10分。
- 京阪本線香里園駅、京阪交野線交野市駅、学研都市線津田駅から、京阪バス倉治バス停下車すぐ。